# John Wilmar Pérez
John Wilmar Pérez Munoz (ur. 2 lutego 1970 w Medellín) – piłkarz kolumbijski grający na pozycji pomocnika. Nosił przydomek „Pelusa”.

## Kariera klubowa
Pérez pochodzi z Medellín. Tam też zaczynał piłkarską karierę w klubie Independiente Medellín. W barwach tego klubu zadebiutował w 1991 roku w Copa Mustang i w pierwszym sezonie gry w tym klubie zajął z nim 7. miejsce w lidze. W roku 1992 pomógł klubowi w obronie przed spadkiem – Independiente zajęło 13. miejsce. Rok 1993 był już dużo lepszy dla klubu z Medellin i z Pérezem w składzie wywalczył on wicemistrzostwo Kolumbii, co zapewniło zespołowi start w Copa Libertadores. W 1994 roku Pérez z Independiente doszedł do ćwierćfinału tego pucharu (klub odpadł bo dwumeczu z inną kolumbijską drużyną Atletico Junior Barranquilla), a w lidze zajął 4. miejsce. Rok 1995 był ostatnim dla Johna w barwach Independiente – rozegrał w nim 29 meczów, a klub zakończył ligę na 7. pozycji.
W 1996 Pérez został zawodnikiem Deportivo Cali i w pierwszym sezonie gry wywalczył mistrzostwo kraju. W 1997 roku klub ten odpadł po fazie grupowej z Copa Libertadores, a w lidze z Pérezem w składzie zajął 4. pozycję. W 1998 roku John zajął z Deportivo 5. miejsce, a w 1999 7. miejsce w lidze.
W 2000 roku Pérez przeniósł się do Major League Soccer zostając zawodnikiem Columbus Crew. W MLS zadebiutował w pierwszym meczu zespołu, 18 marca, a Columbus przegrało 1:5 na wyjeździe z Tampa Bay Mutiny. John rozegrał 30 meczów i strzelił 3 gole, ale Columbus nie weszło do fazy play-off. W 2001 roku zespołowi w końcu udało się wyjść z Centralnej Dywizji sezonu zasadniczego, jednak w ćwierćfinale play-off odpadł po dwumeczu z San Jose Earthquakes – dorobek Péreza to 25 meczów i 8 goli. W Stanach Zjednoczonych Pérez spędził jeszcze jeden rok. Z Columbus, w barwach którego rozegrał 20 meczów i zdobył 1 gola, awansował do półfinału play-off, a tam zespół odpadł po meczach z New England Revolution.
W 2003 rok Pérez na rok wrócił do swojego macierzystego klubu, Independiente Medellin, ale po zakończeniu sezonu zakończył piłkarską karierę w wieku 33 lat.
| Sezon   | Klub                   | Kraj              | Rozgrywki           | Mecze | Bramki |
| ------- | ---------------------- | ----------------- | ------------------- | ----- | ------ |
| 1991    | Independiente Medellín | Kolumbia          | Copa Mustang        | ?     | ?      |
| 1992    | Independiente Medellín | Kolumbia          | Copa Mustang        | ?     | ?      |
| 1993    | Independiente Medellín | Kolumbia          | Copa Mustang        | 45    | 1      |
| 1994    | Independiente Medellín | Kolumbia          | Copa Mustang        | 38    | 1      |
| 1995    | Independiente Medellín | Kolumbia          | Copa Mustang        | 29    | 0      |
| 1995/96 | Independiente Medellín | Kolumbia          | Copa Mustang        | ?     | ?      |
| 1996/97 | Deportivo Cali         | Kolumbia          | Copa Mustang        | ?     | ?      |
| 1998    | Deportivo Cali         | Kolumbia          | Copa Mustang        | 39    | 3      |
| 1999    | Deportivo Cali         | Kolumbia          | Copa Mustang        | 41    | 4      |
| 2000    | Columbus Crew          | Stany Zjednoczone | Major League Soccer | 30    | 3      |
| 2001    | Columbus Crew          | Stany Zjednoczone | Major League Soccer | 25    | 8      |
| 2002    | Columbus Crew          | Stany Zjednoczone | Major League Soccer | 20    | 1      |
| 2003    | Independiente Medellín | Kolumbia          | Copa Mustang        | ?     | ?      |

## Kariera reprezentacyjna
W reprezentacji Kolumbii Pérez zadebiutował 8 czerwca 1997 roku w zremisowanym 1:1 meczu z Urugwajem, rozegranym w ramach kwalifikacji do Mistrzostw Świata we Francji. Selekcjoner Hernán Darío Gómez powołał Péreza do kadry na same finały, jednak John nie zagrał tam ani minuty, a Kolumbia odpadła już po fazie grupowej. Ostatni mecz w kadrze Pérez rozegrał 27 lutego 2000 roku. Był to mecz z Kanadą (0:2) rozegrany w ramach turnieju Złotego Pucharu CONCACAF.
Ogółem w reprezentacji Kolumbii Pérez wystąpił w 19 meczach i nie zdobył żadnego gola.